# Монастырь Ау-ам-Инн
Монастырь Ау-ам-Инн (нем. Kloster Au am Inn) — бывший мужской августинский монастырь, располагавшийся в одноимённом районе баварской коммуны Гарс-ам-Инн (Верхняя Бавария) и относившееся к архиепархии Мюнхена и Фрайзинга; обитель регулярных каноников — посвященная Марии, Фелицате и Виталию — была основана архиепископом зальцбургским Конрадом I в 1122 году; распущен в ходе секуляризации в Баварии — в 1803 году; в 1853 году комплекс зданий снова стал монастырем — его заселили монахини-францисканки.

## История и описание
По легенде около 780 года два монаха — Бальдунг (Болдуин) и Гродберт — основали первую келью на месте будущего монастыря: данная бенедиктинская обитель распалась в X веке. В 1122 году архиепископ зальцбургский Конрад I основал августинский монастырь, посвященный Святым Марии, Фелицате Римской и Виталию Миланскому, на земле местного лорда — графа Куно фон Меглинга. Местная церковь была освящена в 1133 году: после капитального ремонта, связанного с крупными повреждениями, церковь была повторно освящена в 1269 году.
В 1686 году около тысячи древних рукописей были потеряны в результате пожара в монастырской библиотеке. С 1686 года продолжилось начатое ранее расширение комплекса зданий монастыря и к 1711 году он стал представлять из себя «замкоподобный» комплекс в стиле барокко с несколькими внутренними дворами и возвышающейся на ними двойной башней-колокольней коллегиальной церкви Святой Марии. К середине XVIII века внутреннее убранство было дополнено потолочными фресками и алтарями за авторством мастера Франца Марайса (Franz Mareis) из Вассербурга. Около 1690 года в общине Ау проживало 17 монахов, а к 1705 году их число увеличилось до 21.
Монастырь был распущен в ходе секуляризации в Баварии, проходившей в 1803 году: 18 монахов были изгнаны, а монастырская церковь стала приходской. Затем комплекс монастырских зданий перешел в частное владение — в собственность историка и писателя Йозефа Эрнста фон Кох-Штернфельда; 605 книг монастырской библиотеки отошли университетской библиотеке в Ландсхуте. В 1853 году монастырские постройки заняли монахини-францисканки из города Диллинген-ан-дер-Донау: год спустя было основано независимое общество францисканских монахинь общины Ау-ам-Инн. Францисканки посвятили себя развитию местного образования: «перерыв» в их деятельности был связан с приходом к власти в Германии национал-социалистов.
Из специальной монастырской школы, основанной в 1970 году, затем было создано медицинское учебное заведение — а также специализированная школа, пансионат и детский дом для детей с умственными и физическими недостатками. Местные монахини также создали несколько филиалов в Бразилии. Сегодня рядом с монастырем расположился типичный пивной ресторанчик, а монастырская церковь и ее окрестности стали популярным направлением местного туризма: каждый год в середине ноября здесь проходит крупная гончарная ярмарка.

### Орган
Новый орган в старом органном корпусе, созданном в XVIII веке, был построен в 2004 году мастерами из швейцарской фирмы «Mathis Orgelbau AG» (Нефельс): механический «барочный» инструмент имеет 21 регистр и около 2000 труб.